# Alcyonium acaule
Espèce
L’Alcyon méditerranéen (Alcyonium acaule), parfois nommée aussi Magnotte, est une espèce de cnidaire de la famille des Alcyoniidés.

## Description
Alcyonium acaule est un alcyonaire de couleurs variables allant du rouge-orangé, au rouge-brun en passant par le jaune clair et le rose. Il forme des colonies digitiformes pouvant atteindre jusqu'à 20 cm de hauteur,. La surface entière de l'animal est couverte de polypes. Comme pour tous les alcyonaires, le maintien du corps est géré par leur hydrosquelette.

## Distribution
Cette espèce est endémique de la mer Méditerranée cependant son aire de répartition déborde légèrement et s'étend aussi aux côtes atlantiques portugaises et espagnoles .

## Biologie et écologie
Alcyonium acaule est présent sur les rochers et le coralligène à partir de 12 m jusqu'à 135 m avec une prédilection pour les endroits à l'abri de la lumière directe comme les surplombs et les grottes.